# Маленький огонёк
Маленький огонёк (англ. A Small Light) — биографический драма мини-сериал, премьера которого состоялась 1 мая 2023 года на канале National Geographic, а на следующий день — на Disney+ и Hulu.

## Сюжет
Секретарь Мип Гиз помогает своему еврейскому работодателю Отто Франку, его семье и другим еврейским беженцам скрываться во время Второй мировой войны после немецкого вторжения в Нидерланды.

## В ролях
- Бел Паули в роли Мип Гиз
- Лев Шрайбер в роли Отто Франка
- Джо Коул в роли Яна Гиза
- Амира Касар в роли Эдит Франк
- Билли Булле в роли Анны Франк
- Эшли Брук в роли Марго Франк
- Элеонор Томлинсон в роли Тесс
- Лиза Садовая в роли мисс Стоппельман
- Энди Найман в роли Германа ван Пелса
- Кэролайн Кац в роли Августы ван Пелс
- Руди Гудман в роли Питера ван Пелса
- Ной Тейлор в роли доктора Фридриха «Фрица» Пфеффера
- Даниил Донской в роли Карла Йозефа Зильбербауэра

## Производство
В феврале 2022 года было объявлено, что Disney+ дал зелёный свет мини-сериалу от National Geographic, сценарий к которому напишут Тони Фелан и Джоан Рейтер, а Сюзанна Фогель станет режиссёром нескольких эпизодов сериала. В апреле Бел Паули получила роль Мип Гиз, Лев Шрайбер — Отто Франка, а Джо Коул — Яна Гиза. В июне к ним присоединяются Амира Касар, Эшли Брук и Билли Булле, которая сыграет Анну Франк.
Производство началось в июле 2022 года, а летом 2022 года съёмки проходили между Градец-Кралове, Прагой и Амстердамом.

## Список эпизодов[6]
| № | Название               | Дата выхода |
| - | ---------------------- | ----------- |
| 1 | Pilot                  | 1 мая 2023  |
| 2 | Welcome to Switzerland | 1 мая 2023  |
| 3 | Motherland             | 8 мая 2023  |
| 4 | The Butterfly          | 8 мая 2023  |
| 5 | Scheißfeld             | 15 мая 2023 |
| 6 | Boiling Point          | 15 мая 2023 |
| 7 | What Can Be Saved      | 22 мая 2023 |
| 8 | Legacy                 | 22 мая 2023 |

## Отзывы
На сайте обзоров Rotten Tomatoes мини-сериал имеет 100%-й рейтинг одобрения со средней оценкой 8,6 из 10 на основе 24 рецензий критиков. Согласно консенсусу критиков веб-сайта, «захватывающая игра Бел Паули ярко сияет в „Маленьком огоньке“, чувствительном портрете героизма перед лицом всеобъемлющей трагедии». Metacritic, который использует средневзвешенное значение, присвоил 83 балла из 100 на основе 15 критиков, что указывает на «всеобщее признание».